# ولسوالی اچین
اچین یکی از ولسوالی‌های ولایت ننگرهار در خاور افغانستان است. ولسوالی اچین یکی از ولسوالی های دور افتاده ولایت ننگرهار بوده، که در جنوب شرق شهر جلال آباد موقعیت دارد. جمعیت آن در سال ۲۰۰۶ میلادی، ۹۵٬۴۶۸ نفر اعلام شده‌است.

## منبع‌ها
1. ↑  «جمعیت‌شناسی و جمعیت ولایت ننگرهار» (PDF). هیئت معاونت ملل متحد در افغانستان. وزارت احیا و انکشاف دهات افغانستان. دریافت‌شده در ۱۲-۱۲-۱۳۹۰. تاریخ وارد شده در |تاریخ بازدید= را بررسی کنید (کمک)